# Пир Мухаммед
Пир Мухаммед-хан (? — 1737) — главнокомандующий войсками Малик Махмуда Систани, независимого правителя Хорасана, затем соратник Надир-шаха Афшара и наместник Герата с 1732 года до своей смерти.

## Биография
Пир Мухаммед был сподвижником Малик Махмуда Систани, систанского вельможи, захватившего власть в Мешхеде после падения Сефевидской империи. Занимал должность главнокомандующего. Во время осады Мешхеда сефевидскими лоялистами во главе с Тахмаспом II, Надиром и Фатх-Али-ханом Пир Мухаммед открыл одни из ворот, впустив сефевидские войска. После этого Пир Мухаммед стал соратником Надира и верно служил ему.
После 2-й Афганской кампании Пир Мухаммед был назначен новым наместником Герата. Во время осады Кандагара он вёл кампанию против мятежных белуджов.
Судя по восхвалению Надиром Пир Мухаммед-хана перед армянским католикосом Абраамом Кретаци, Надир доверял ему. Однако он стал жертвой расстройства и вспыльчивости шаха и был казнён во время своей кампании в Белуджистане по обвинению в подготовке мятежа. Солдаты Пир Мухаммед-хана вернулись из Белуджистана в Надирабад с головой своего командующего. Впоследствии, по всей видимости, Надир сожалел о казни Пир Мухаммеда.